# عرعر (درخت)

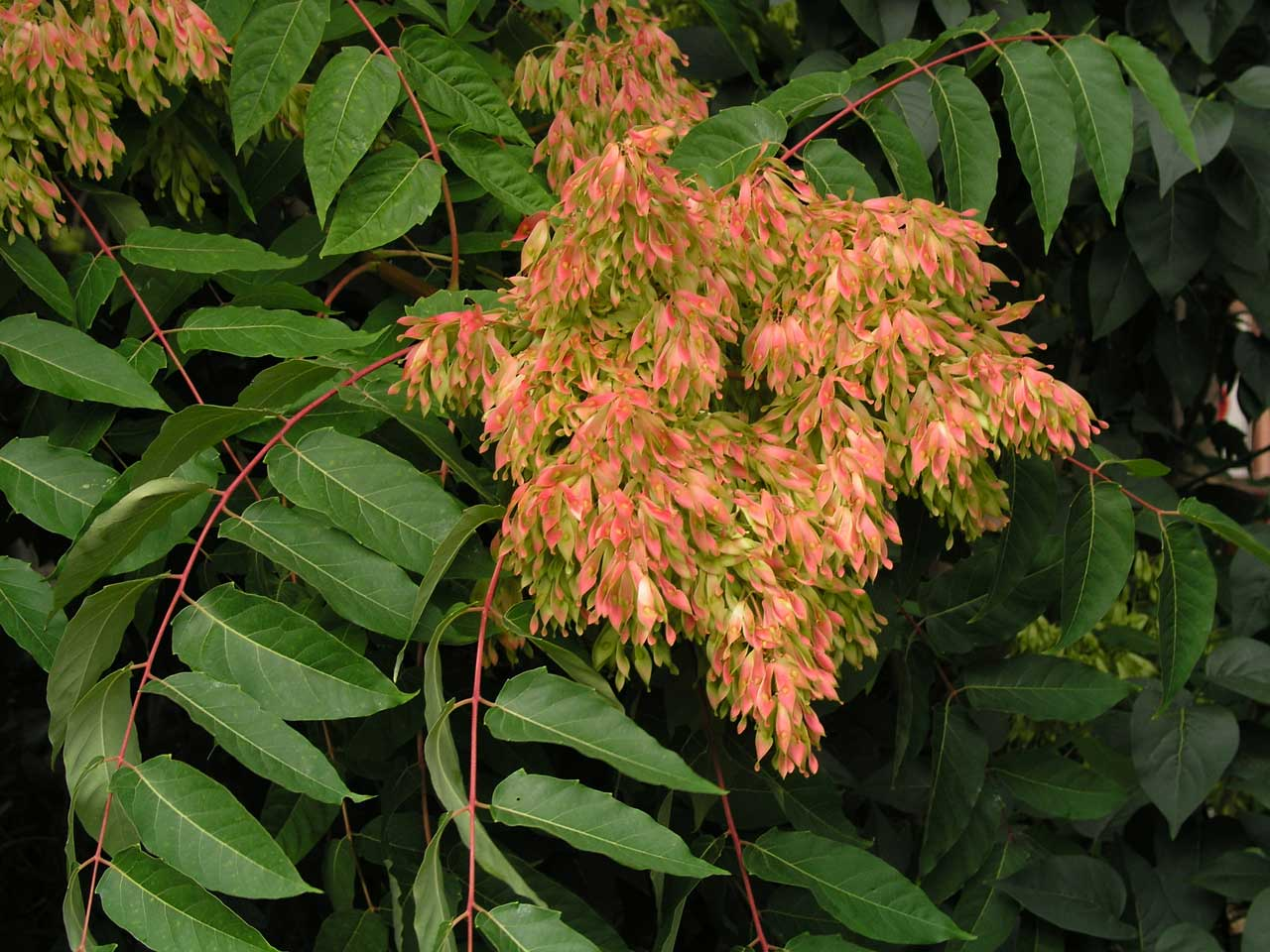
برگ‌ها و انبوه دانه‌های تولیدی یک درخت عرعر در اسپانیا

عَرعَر یا آیلان یا اَروج یا اَبُرس (نام علمی: Ailanthus altissima) از خانواده عرعریان (Simaroubaceae) است.

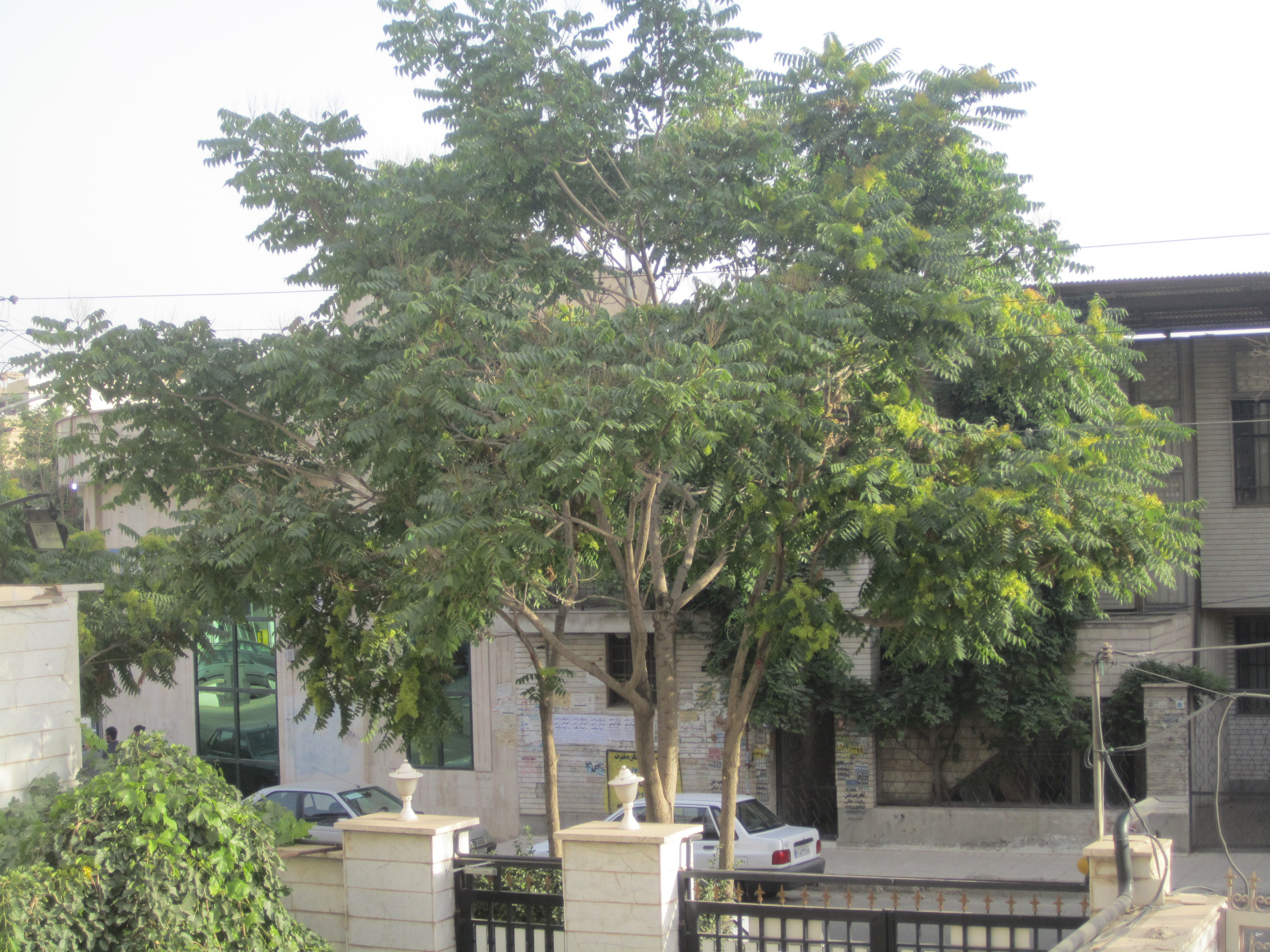
درخت عرعر

## نام‌ها و ریشه‌شناسی
نام «عرعر»، که در متون فارسی آمده‌است، به گونه‌ای که دهخدا تذکر می‌دهد، این درخت نیست، بلکه منظور سرو کوهی بوده‌است. نام چینی‌اش مفهوم آسمانی دارد و به آن درخت بهشتی هم می‌گویند. املای عربی «عرعر» به‌گمان نادرست و «اَراَر» درست‌تر باشد. دیگر نام‌های این گیاه «اَروج»، «شجرةاﷲ» و «شجرةالسماء» می‌باشند. در گویش گیلکی به آن کول‌دار (کهل kol)گویند.
واژه اَبْرُس برگرفته از اَبروس (به پهلوی: 'brws, abrus) از زبان پهلوانیگ است.

## خاستگاه
این درخت بومی چین و جنوب کره و ژاپن است. امروز در همه قاره‌ها با آب و هوای گرم تا معتدل یافته می‌شود.

## شرح
گونه‌ای درخت است که رشد سریعی دارد. ریشه‌های آن به سرعت پراکنده می‌شوند، در شرایط مناسب تند و بوته‌وار می‌روید. جوانه‌های خرم و پربرگ از ریشه‌های پراکنده سرمی‌زنند و تا دو سه متر می‌بالند و منطقه نمناک را یکساله می‌پوشانند. درختان چنین جنگلی پس از بیست تا بیست و پنج سال به ارتفاع حدود سی متر می‌رسند. جوانه‌ها صاف و قهوه‌ای و میانشان به نسبت پوک است. پوست تنه نوع ایرانی در بلوغ و پیری رفته رفته به سفیدی می‌گراید. تاج درخت چتری ناآراسته‌است. برگچه‌های بیضی شکل، صاف و براق بر دمبرگ سی تا نود سانتی روبروی هم ریسه شده و برگ پَروَش بزرگی فراورده‌اند. عرعر ایرانی حدود فروردین جوانه می‌زند و برگهای سرخ‌فام سربر می‌آورند. برگ‌ریزانش دیرگاه پاییز روی می‌دهد و برگها نخست به زردی می‌گرایند. یکی از گیاهان دوپایه‌است، به این معنا که گلهای نر بر درخت نر و گلهای ماده بر درخت ماده پدید می‌آیند. گلهای عرعر از پایان اردیبهشت می‌شکفند و بوی ناخوشایندی می‌پراکنند. گفته‌اند، این بو از گل نر برمی‌خیزد. در تیر ماه میوه‌های زبان گنجشک مانند، که مغز در میان پوستهٔ بالداری درلمیده، بر خوشه‌های هزاردانه‌ای برون می‌ریزند.